# Massimo Alberizzi
Massimo Arturo Alberizzi (Milano, 7 dicembre 1947) è un giornalista italiano.

## Biografia
Nato a Milano si è laureato in chimica all’Università della sua città, con una tesi sperimentale in chimica-fisica dello stato solido, relatore il professor Sergio Pizzini, correlatore il professor Claudio Mari. Ha cominciato a collaborare al Corriere della Sera nel 1972, su temi scientifici, elettorali e politici, ed è stato assunto dal direttore Piero Ottone nel 1976 nella cronaca delle province.
Nello stesso anno si è occupato dell'incidente di Seveso, il primo grande caso di inquinamento su larga scala seguito da tutta la stampa internazionale.
Fino al 1984 ha lavorato nella cronaca della provincia di Milano e della Lombardia.
In quegli anni è stato più volte invitato da università e/o istituti stranieri per conferenze o dibattiti su temi ecologici o di politica estera: Rejkiavik ("Il mare e le sue risorse"), Barcellona, Palma de Mallorca ("L'Italia, i mass media e movimenti sociali nell'Italia di oggi"), Anversa ("Il conflitto eritreo", Strasburgo ("Cultura e informazione nel Terzo Mondo).
Appassionato di politica estera è stato il primo giornalista occidentale a entrare nelle zone della Cambogia controllate dai khmer rossi, dopo l'invasione vietnamita. Su questo viaggio ha pubblicato due reportage sul Washington Post.
Dal 1987 ha cominciato a occuparsi di Africa, seguendo il conflitto in Somalia, il genocidio in Ruanda, le guerre in Congo, in Eritrea/Etiopia, Liberia, Sierra Leone, Sud Sudan, Libia/Ciad, Sudan (Darfur). Insomma, ovunque ci fosse una guerra lui c’era. Tra il 1993 e il 1994 (d’accordo con il direttore del Corriere) ha lavorato a Mogadiscio per l'agenzia Reuters che voleva chiudere il suo ufficio nella capitale somala dopo il massacro di suoi due fotografi (Dan Eldon, Hos Maina), di un tecnico del suono (Antony Macharia) e di un terzo fotografo della Associated Press (Hansi Krauss)
Ha seguito la pandemia di ebola prima nel 1995 a Kikwit, in Congo, e poi nel 2000 a Gulu, in Uganda. Nel 2004 è volato in Niger e a Tchintabaraden ha tentato di comprare una schiava.
Nel dicembre del 2006 Alberizzi è stato sequestrato in Somalia dalle Corti islamiche che hanno messo in scena una falsa esecuzione sulla pista dell’aeroporto di Mogadiscio.  Si è salvato perché i capi lo conoscevano bene e sono intervenuti in suo favore. Il giornalista è stato rilasciato dopo due giorni e riportato a Nairobi con un aereo delle Nazioni Unite.
Ha lavorato molto sulla sorte degli ostaggi che in questi anni sono stati rapiti in Africa entrando in contatto con i rapitori e diffondendo notizie sulle loro condizioni. Nel 2007 è entrato nella giungla del delta del fiume Niger, in Nigeria, e si è fatto consegnare dai guerriglieri che li tenevano in ostaggio due tecnici dell’Eni, Francesco Russo e Cosma (Mimmo) Arena, rapiti qualche mese prima. Il reportage ebbe una grande eco, ma non quello delle fonti ufficiali e cioè ministero degli Esteri e dirigenza dell’ENI.
Si è occupato del sequestro di navi da parte dei pirati al largo delle coste della Somalia, intervistando equipaggi di navi sequestrate e i banditi che li tenevano prigionieri.
Praticamente ha viaggiato per tutta l’Africa coprendo guerre, carestie e perfino lo tsunami in Somalia. Più volte minacciato non ha mai chiesto protezione, nonostante ancora oggi sul suo capo penda una condanna a morte da parte della dittatura eritrea. Insomma, per più di vent'anni ha scritto dai palazzi e dai campi di battaglia, ha incontrato protagonisti della Storia: signori della guerra e spie, missionari e mercenari, guerriglieri e trafficanti d'armi, combattenti per la libertà e incriminati dalla Corte Penale Internazionale per crimini di guerra, schiavi ed ex schiavi. 
Data la sua conoscenza delle vicende africane, nel 2003 è stato chiamato dal Consiglio di Sicurezza delle Nazioni Unite a partecipare, come consulente, al panel incaricato di investigare sul traffico d'armi in Somalia. In questa veste è stato arrestato ad Asmara, in Eritrea, il cui regime è stato accusato di aiutare l’insurrezione islamica in Somalia. È stato commentatore per la trasmissione della BBC Focus on Africa e ancora collabora con la Radio Svizzera Internazionale e lo chiamano a commentare fatti africani Sky TG 24, Rai News24 e TG Com24.
Attualmente è direttore del quotidiano online Africa ExPress i cui articoli vengono richiamati ogni giorno sul sito de Il Fatto Quotidiano. Scrive sul mensile Millennium allegato al Fatto e sulla pagina degli esteri del Fatto Quotidiano. Ultimi lavori (in ordine di tempo) un reportage in Kenya alla ricerca di Silvia Romano, la giovane volontaria rapita nel novembre 2018 e liberata l'8 maggio 2020, la guerra in Libia e la rivolta in Sudan. Ha denunciato i misteriosi rapporti che legano l’Italia al Qatar e all’Iran A proposito del rapimento di Silvia Romano ha scoperto che il riscatto per la sua liberazione è stato pagato dal Qatar e non dall’Italia. Per questo è stato intervistato a lungo dalle Iene, un programma del network Mediaset.
È molto critico con la narrazione che viene fatta dai media sulla guerra in Ucraina e altri 14 inviati di guerra ha firmato una lettera aperta "La guerra di propaganda fa un’altra vittima eccellente: il giornalismo" https://www.africa-express.info/2022/04/01/la-guerra-di-propaganda-fa-unaltra-vittima-il-giornalismo/
Con Carlo Biffani e Guido Olimpio ha pubblicato il libro Bandits, sul fenomeno della pirateria somala.
E' consigliere d'amministrazione dell'organizzazione non governativa no profit Terre des Hommes Italia.
Per quel che riguarda l'attività sindacale è stato uno dei fondatori del gruppo Senza Bavaglio, nato il 29 settembre 2000, e ha partecipato a tutti i congressi della FNSI (Federazione Nazionale della Stampa Italiana) a partire da quello di Bari del 1981, ed è stato per alcune legislature, compresa quest'ultima, Consigliere Nazionale.
È molto critico con l’attuale dirigenza del sindacato, e chiede l’annullamento dell’ultimo contratto di lavoro.